# 캐논 EOS 350D

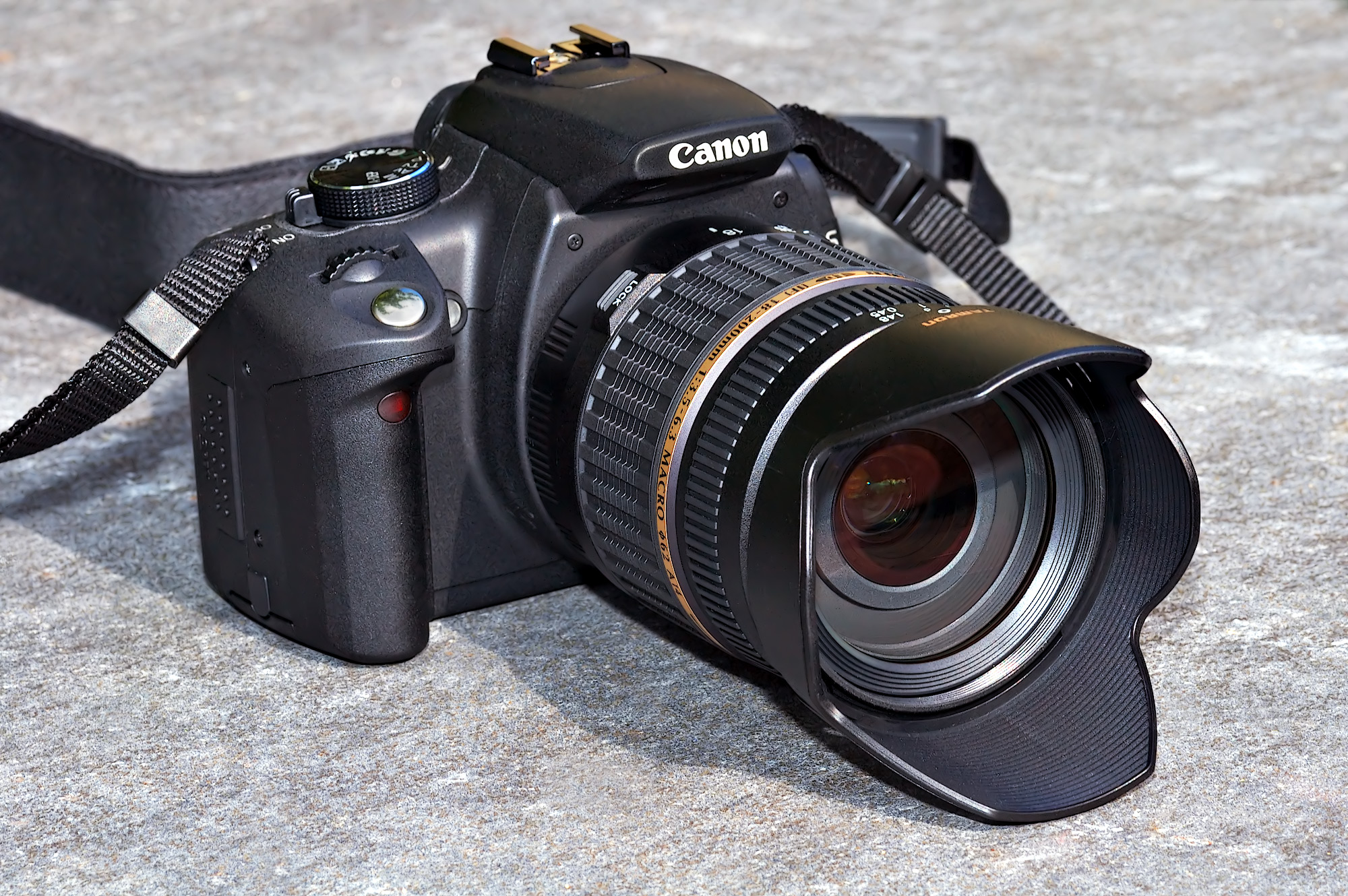
캐논 EOS 350D

캐논 EOS 350D(Canon EOS 350D)는 22.2 × 14.8 mm 크기의 8백만 유효 화소 CMOS 이미지 센서를 가지는 보급형 디지털 SLR 카메라이다. 2005년 2월에 발표되었으며 3월에 시판되었다. 북미에는 Canon EOS Digital Rebel XT, 일본에는 Canon EOS Kiss Digital N이란 상품명으로 발매되었다. 콤팩트 플래시 카드와 리튬 이온 배터리를 사용한다.
350D는 캐논 EOS 300D의 후속 모델로서, 기능 및 성능상에 많은 개선이 이루어졌다. 300D에서 사용이 제한되었던 기능들 중 많은 수가 350D에서는 사용 가능하며, 기동 시간이 매우 짧아지는 등 반응성도 매우 향상되었다.
350D의 후속 모델은 캐논 EOS 400D로 2006년 8월에 발매되었다.
350D는 비슷한 시기의 상급 모델인 캐논 EOS 20D에 비해 기능 및 성능상으론 부족하나, 화질 면에선 별 차이가 없다.

## 사진

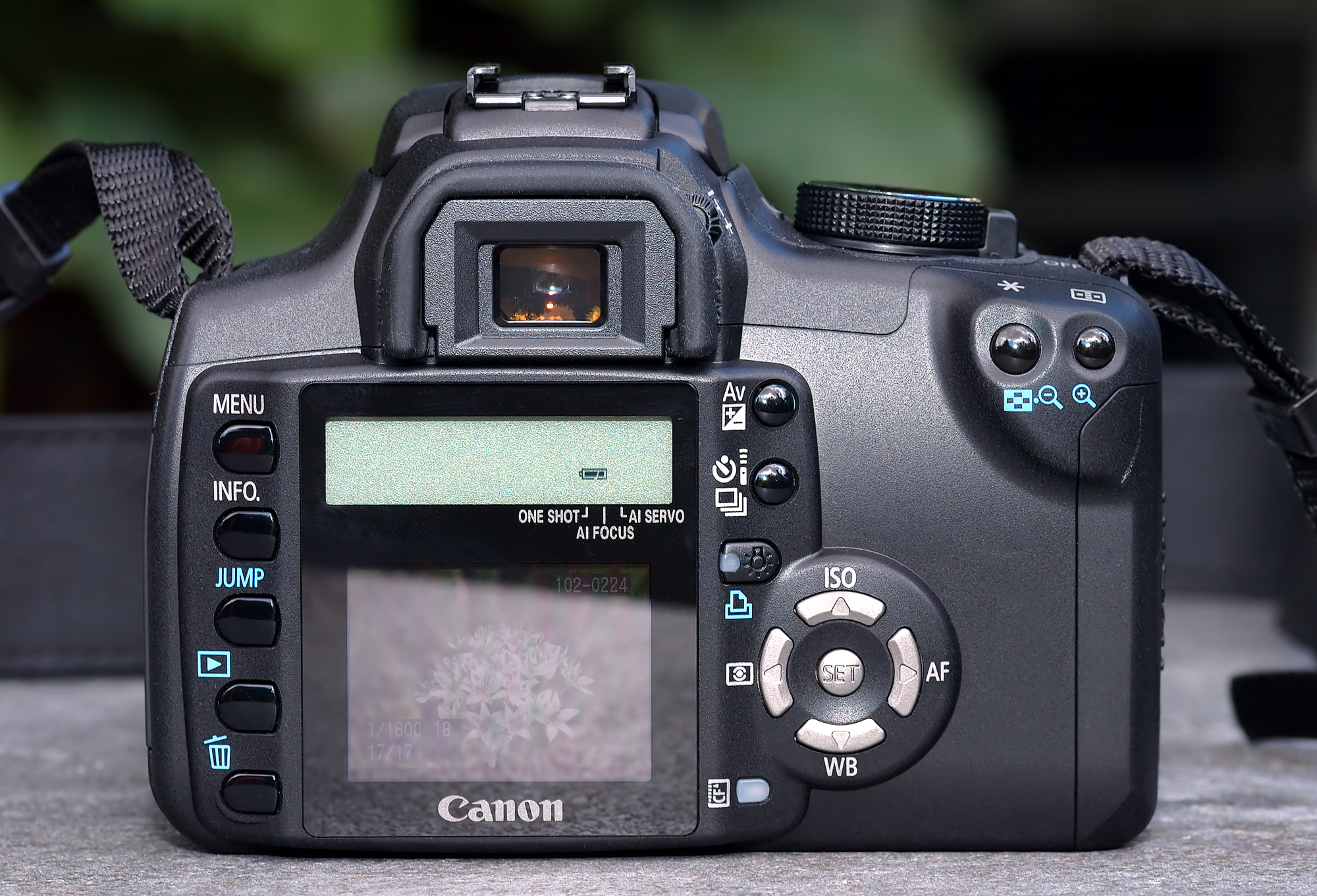
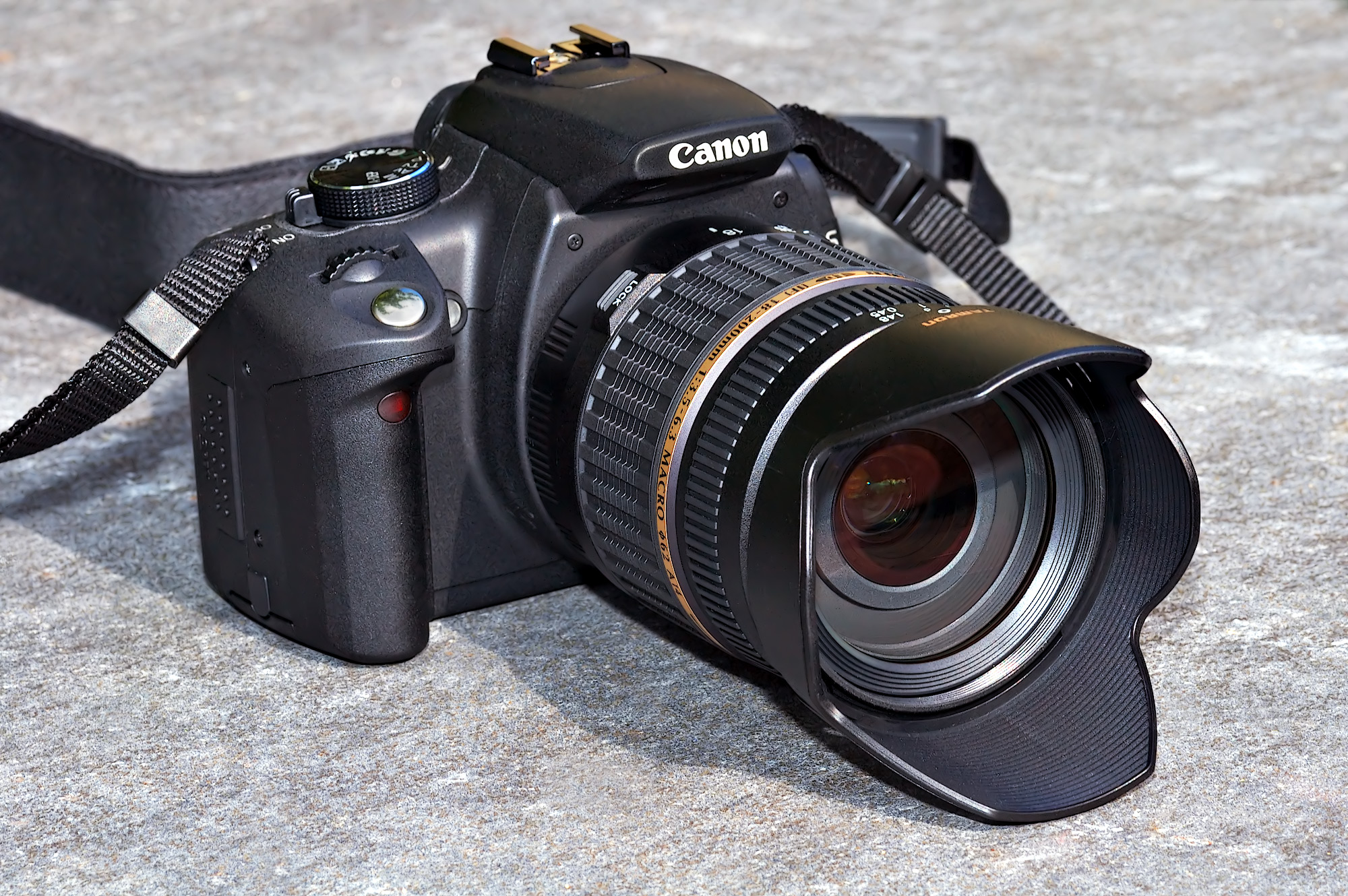
Tamron 18-200 f/3,5-6,3 XR Di II LD를 마운트한 캐논 EOS 350D
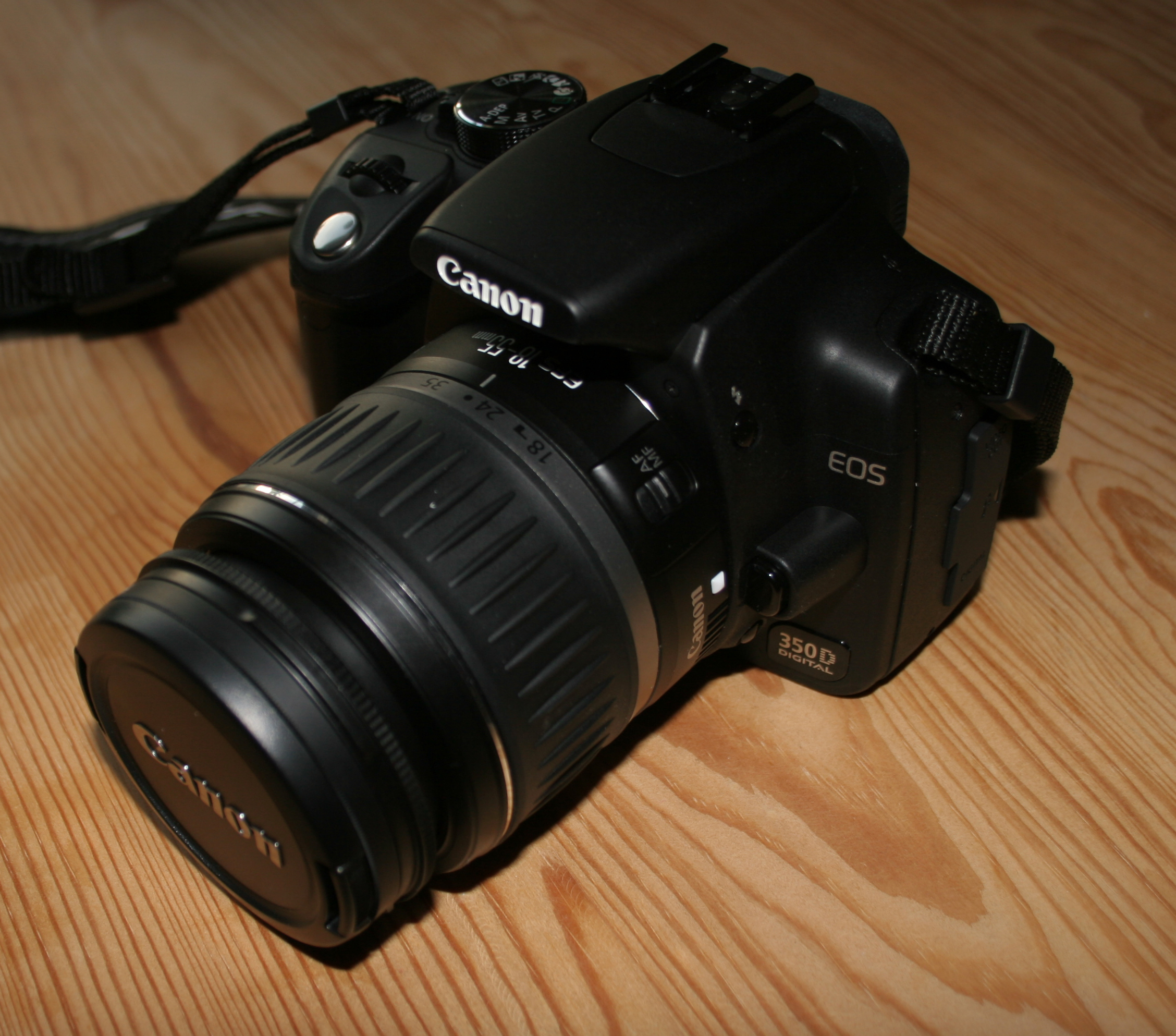
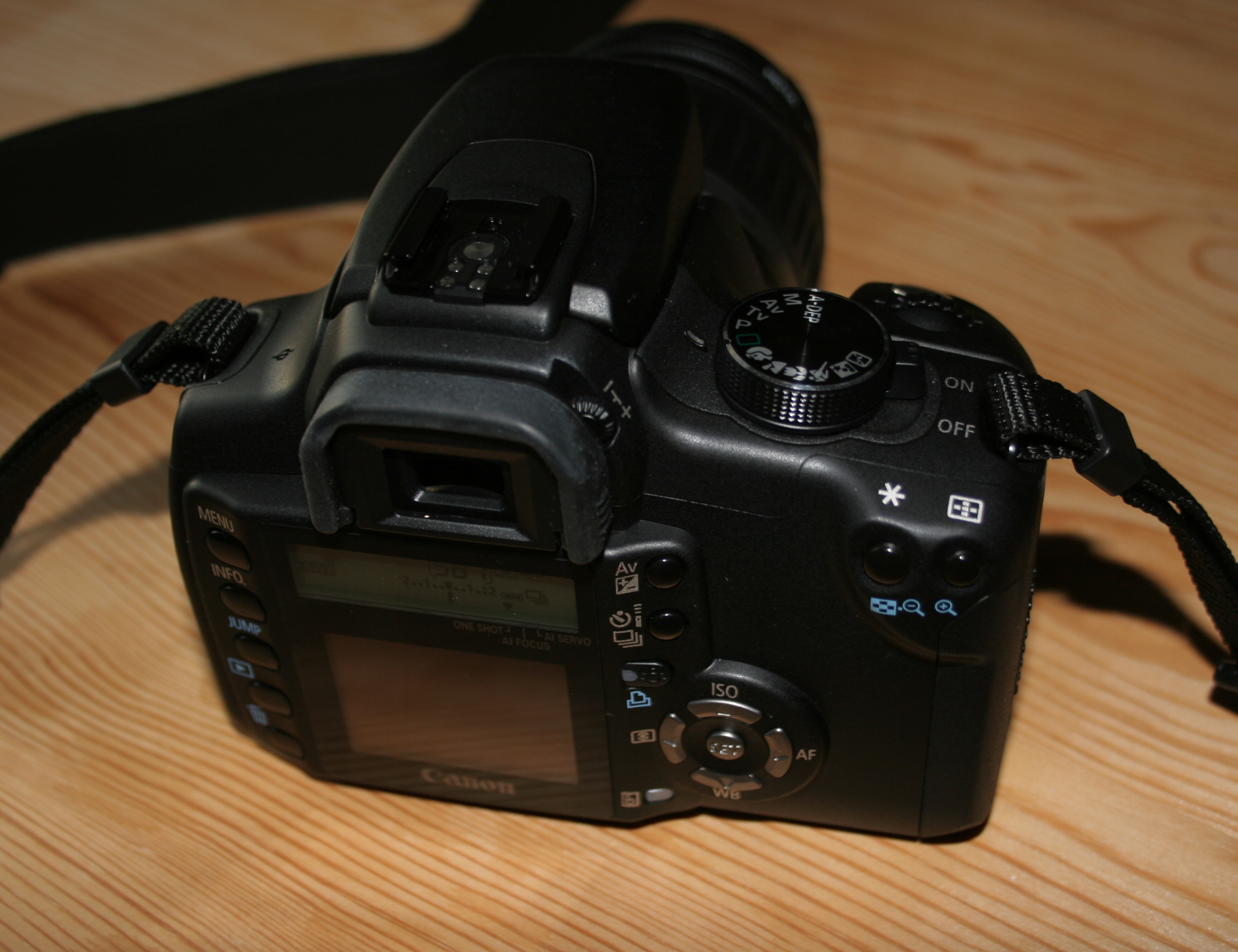
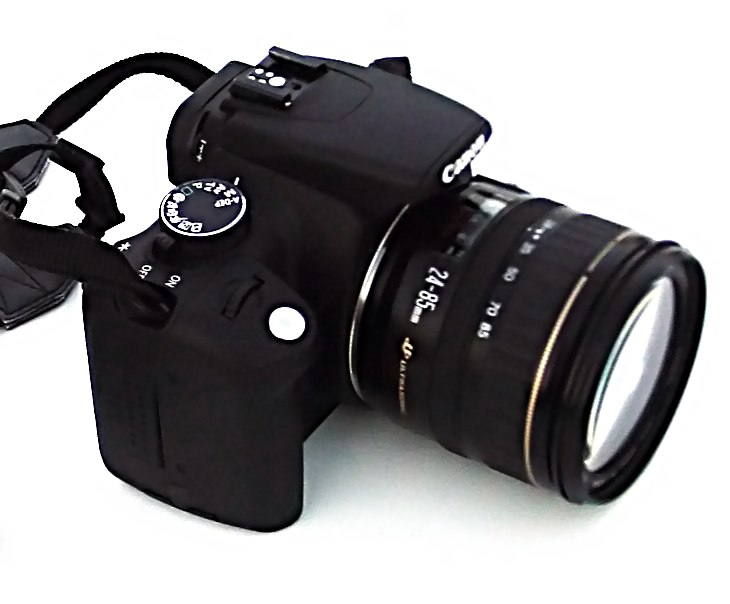
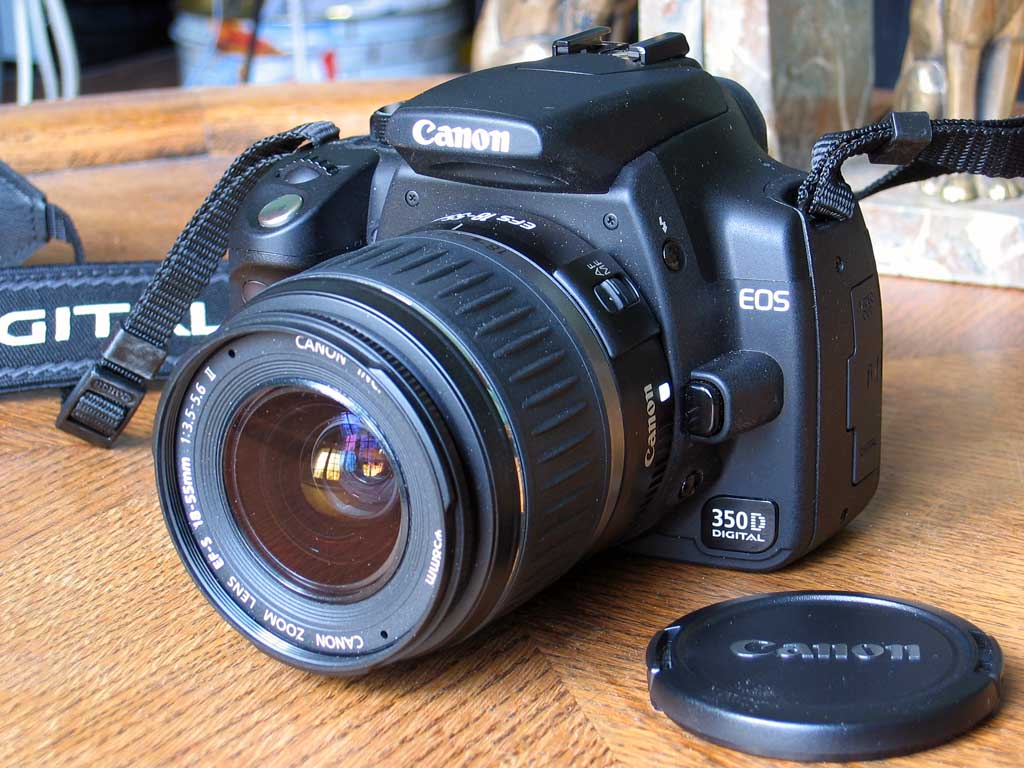

## 같이 보기
- 캐논
- 캐논 EOS
- 캐논 EF 마운트
- 캐논 EF-S 마운트